# Lac du Chevril

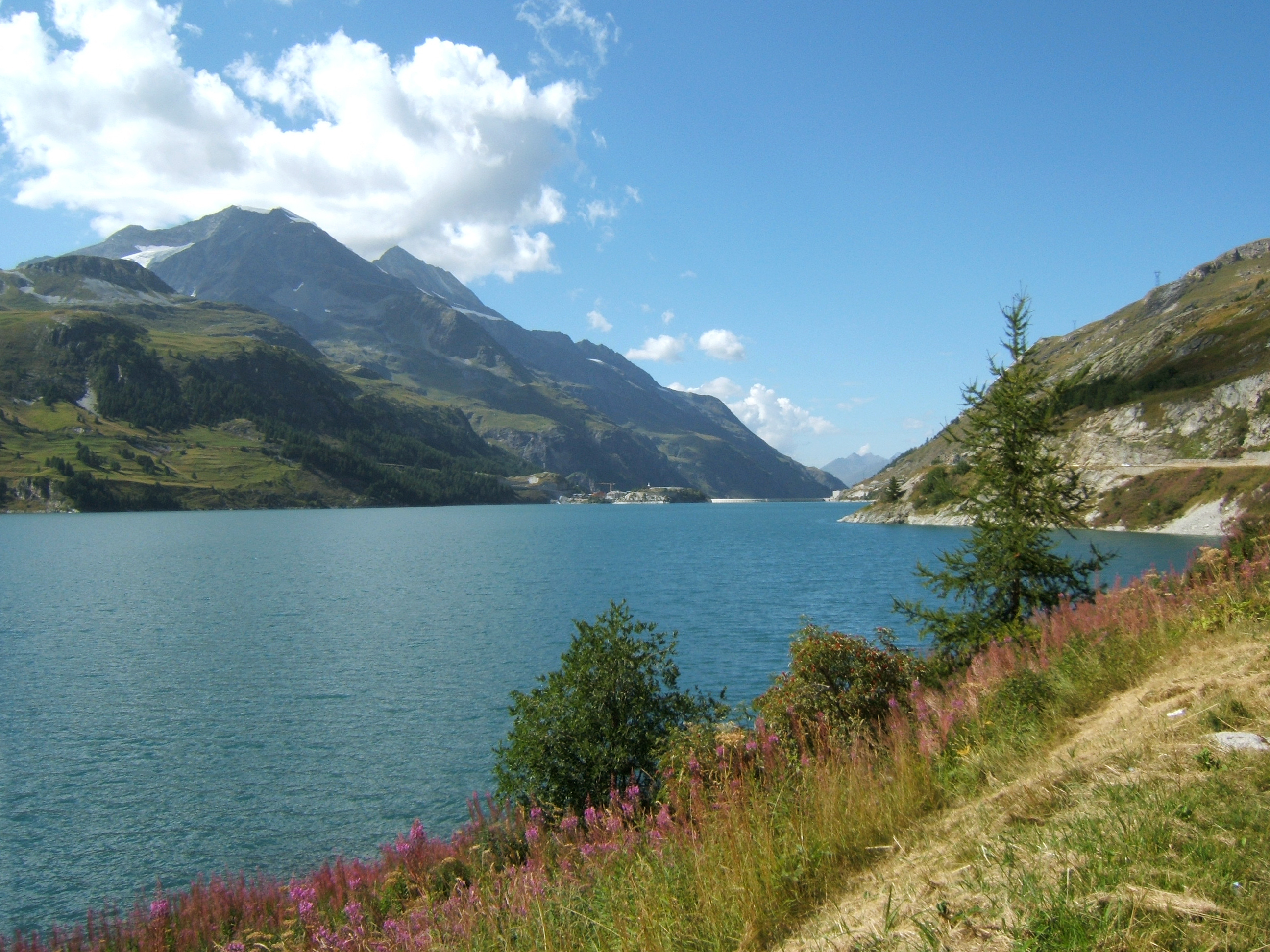
Widok ogólny

Lac du Chevril – jezioro zaporowe we Francji, zlokalizowane w dolinie Tarentaise w departamencie Sabaudia. Powstało przez przegrodzenie rzeki Isère zaporą Tignes. Maksymalny poziom lustra wody na wysokości ok. 1790 m n.p.m. Pojemność robocza zbiornika wynosi 230 mln m³. Woda jest wykorzystywana przez system elektrowni wodnych należących do koncernu Électricité de France (EdF) w okresie zimowym, kiedy wzrasta zapotrzebowanie na energię elektryczną.

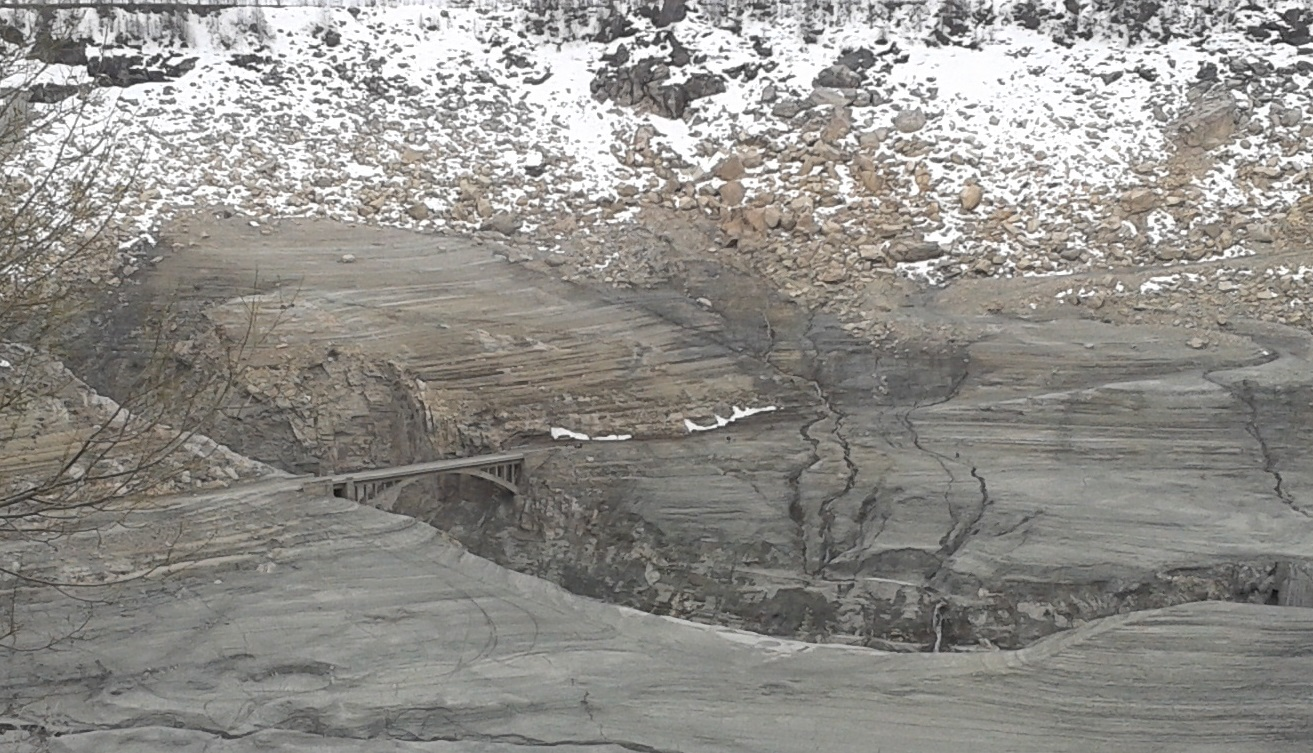
Pozostałości wsi Tignes

Akwen powstał pomimo długotrwałych sporów społecznych w latach 1947-1955. Na dnie jeziora znalazła się centralna część wsi Tignes, którą zamieszkiwało około 500 osób. Nowe Tignes (Tignes le Lac) powstało na lewym brzegu Isère, ok. 1,5 km na zachód od zbiornika i 300 m powyżej lustra jego wód.
Co dziesięć lat koncern EdF spuszcza całkowicie wodę ze zbiornika, celem konserwacji zapory. Wydarzenie to jest atrakcją turystyczną, gdyż z mułu wyłaniają się pozostałości osady - domy, mury, pnie drzew, a nawet wraki samochodów. Możliwe jest wtedy spacerowanie po dnie wśród resztek dawnej miejscowości. Ponowne napełnienie misy jeziora trwa około dwa miesiące. Przed napełnieniem odprawiana jest uroczysta msza.